# Вертелецкий, Анатолий Анатольевич
Анатолий Анатольевич Вертелецкий (укр. Анатолій Анатолійович Вертелецький; 16 августа 1975, Уварово, Ленинский район, Крымская область, Украинская ССР, СССР) — украинский футболист, полузащитник.

## Биография
Футболом начал заниматься в Крыму с 10 лет. Первый тренер — Владимир Александрович Григорьев.
Выступал в севастопольской «Чайке», сакском «Динамо» и алчевской «Стали». В Алчевске провёл 242 игры и забил 15 мячей, из них в высшей лиге — 25 (1), первой лиге — 203 (13), Кубке Украины — 14 (1). В высшем дивизионе дебютировал 12 июля 2000 года в игре против киевского ЦСКА (1:2). В конце 2004 года у футболиста закончился срок очередного контракта со «Сталью» и руководство клуба решило не заключать новое соглашение. Вертелецкий уехал в Казахстан, где в числе восьми украинцев играл за «Экибастузец». Партнёрами Анатолия в казахской команде были Эдуард Столбовой, Андрей Оксимец, Андрей Завьялов, Олег Сёмка, Сергей Яковенко и другие.
Завершал карьеру в перволиговых «Десне» и «Николаеве».